# أجان (جمع أبرود)
أجان (بالفارسية: اجان) هي قرية تقع في إيران في قسم جمع أبرود الريفي. يقدر عدد سكانها بـ 24 نسمة .